# Fritz Brotzen

Fritz Brotzen, 1954

Fritz Brotzen (* 25. Juni 1902 in Stettin; † 4. August 1968 in Danderyd) war ein deutsch-schwedischer Geologe und Paläontologe. International wurde er in Fachkreisen als Experte für Foraminiferen bekannt.

## Werdegang
Fritz Brotzen brach seine schulische Ausbildung auf dem Gymnasium vor dem Erreichen des Abiturs ab und ging – als überzeugter Zionist – nach Palästina, wo er sieben Jahre lang blieb. Neben seiner Erwerbsarbeit sammelte er u. a. im Karmel-Gebirge Fossilien und publizierte seine Funde und Beobachtungen, darunter die erste wissenschaftliche Erwähnung der Misliya-Höhle.
Zurückgekehrt nach Deutschland, besuchte er drei Jahre lang naturwissenschaftliche Kurse an der Friedrich-Wilhelms-Universität in Berlin. Nach einer fachlichen Prüfung wurde er zum regulären Studium zugelassen, so dass er bereits zwei Jahre später – 1931 – an der Universität Halle-Wittenberg den Doktorgrad mit einer Studie über die „silurischen und devonischen Fischvorkommen in Westpodolien“ erwarb.
Noch im Jahr 1933, also unmittelbar nach der Machtergreifung durch die NSDAP, emigrierte Fritz Brotzen nach Schweden, wo er bis zu seinem Lebensende lebte und forschte. Er fand rasch eine Beschäftigung am Naturhistoriska riksmuseet in Stockholm (bis 1937) und wechselte danach als Geologe an die Sveriges geologiska undersökning. Dieser Behörde blieb er bis zu seiner Pensionierung im Jahr 1967 verbunden, die letzten fünf Jahre als Direktor der Abteilung für Forschung und angewandte Geologie. 1954/55 arbeitete Brotzen im Auftrag der UNESCO in Israel, in den Jahren davor und erneut von 1963 bis 1967 leitete er die Prospektion von Salzvorkommen in Südschweden.

## Forschung über Foraminiferen
Seine Beschäftigung mit Taxonomie und Systematik der Foraminiferen geschah vor dem Hintergrund, dass deren fossile Arten seit den 1930er-Jahren zunehmend als Leitfossilien beachtet wurden, die zudem Rückschlüsse auf das Paläoklima zu ihren Lebzeiten erlaubten und so zur Vorhersage geeigneter Erdschichten im Rahmen der Suche nach Erdöllagerstätten genutzt werden konnten. Bereits in seiner 1934 gedruckten Veröffentlichung über die „Foraminiferen aus dem Senon Palästinas“ hatte Brotzen diverse fossile Arten erstmals wissenschaftlich beschrieben, zahlreiche weitere Arten folgten.
Zu den von ihm benannten Arten gehören u. a. Alabamina dorsoplana, Bolivina dentata, Bulimina sellini, Cristellaria dietrichii, Cristellaria picardi, Cristellaria shalemi, Dentalina rangei, Dicarinella concavata, Dorothia plummerae, Gavelinella thalmanni, Marginulina blanckenhorni, Marginulina nothi, Marginulina rangei, Miliolina alti, Rotalia elevata, Siderolina hamata, Spirillina subornata, Textularia rangei und Uvigerina striatella.

## Ehrungen
Zu Ehren von Fritz Brotzen wurden mehrere fossile Foraminiferen-Arten nach ihm benannt, u. a. alle Arten der Gattung Brotzenella sowie Arenobulimina brotzeni, Conorbina brotzeni, Gavelinella brotzeni, Globorotalites brotzeni, Protelphidium brotzeni, Reinholdella brotzeni, Rosalina brotzeni, Sigmomorphina brotzeni, Stensioeina brotzeni, Thalmanninella brotzeni und Valvulineria brotzeni.

## Schriften (Auswahl)
- Foraminiferen aus dem Senon Palästinas. In: Zeitschrift des Deutschen Palästina-Vereins. Band 57, Nr. 1, 1934, S. 28–72.
- Foraminiferen aus dem schwedischen untersten Senon von Eriksdal in Schonen (= Sveriges Geologiska Undersökning. Årsbok 30, Nr. 3). Norstedt & Söner, Stockholm 1936.
- Die Foraminiferengattung Gavelinella nov. gen. und die Systematik der Rotaliiformes (= Sveriges Geologiska Undersökning. Årsbok 36, Nr. 8). Norstedt & Söner, Stockholm 1942.
- The Mesozoic of Scania, Southern Sweden. Guide to excursions nos. A 21 and C 16. Norstedt & Söner, Stockholm 1960.

## Belege
1. ↑  Brotzen, Fritz. In: Sten Lagerström, Elvan Sölvén (Hrsg.): Vem är det. Svensk biografisk handbok 1969. 29. Jg. P. A. Norstedt & Söners Förlag, 1968, ISSN 0347-3341, S. 144 (schwedisch, runeberg.org – Beleg Geburtsdatum).
2. ↑  Beleg Todesdatum (PDF).
3. ↑  Fritz Brotzen und Elise Jenny Baumgartel: Neue steinzeitliche Funde vom Karmelgebirge in Palästina, 1925–1926. In: Berliner Museen. Berichte aus den Preußischen Kunstsammlungen. Band 48, 1927, S. 119–122.
4. ↑  Erik Norling: Fritz Brotzen 25.6.1902–4.8.1968. In: Geologiska Föreningen i Stockholm Förhandlingar. Band 92, Nr. 2, 1970, S. 200–213, doi:10.1080/11035897009453677.

| Personendaten    | Personendaten                                 |
| ---------------- | --------------------------------------------- |
| NAME             | Brotzen, Fritz                                |
| KURZBESCHREIBUNG | deutsch-schwedischer Geologe und Paläontologe |
| GEBURTSDATUM     | 25. Juni 1902                                 |
| GEBURTSORT       | Stettin                                       |
| STERBEDATUM      | 4. August 1968                                |
| STERBEORT        | Danderyd                                      |